# Stefan O'Connor
Stefan Ramone Sewell O’Connor (Croydon, 23 januari 1997) is een Engels voetballer die bij voorkeur als centrale verdediger speelt. Hij stroomde in 2014 door vanuit de jeugd van Arsenal. hij maakte op 6 juli 2017 de overstap naar Newcastle United.

## Clubcarrière
O'Connor speelde in de jeugdopleiding van Crystal Palace, die hij op dertienjarige leeftijd verruilde voor die van Arsenal. Nadat hij hiervoor met het beloftenelftal in de UEFA Youth League speelde, tekende hij op 10 oktober 2014 zijn eerste profcontract. Op 9 december 2014 debuteerde O'Connor in het eerste elftal van Arsenal, in een Champions League-wedstrijd tegen Galatasaray SK. Arsène Wenger liet de op dat moment zeventienjarige O'Connor na 77 minuten invallen voor Mathieu Debuchy. Arsenal won de wedstrijd in Istanboel met 1-4 na doelpunten van Aaron Ramsey (2x) en Lukas Podolski (2x). Het tegendoelpunt kwam er via een vrije trap van Wesley Sneijder.
Nadat hij eerder verhuurd werd aan York City, werd O'Connor in het seizoen 2016/17 verhuurd aan MVV Maastricht. Hij speelde slechts in vier wedstrijden en medio april 2017 werd zijn verhuurperiode vroegtijdig beëindigd.